# Mittlerer Pfauenteich

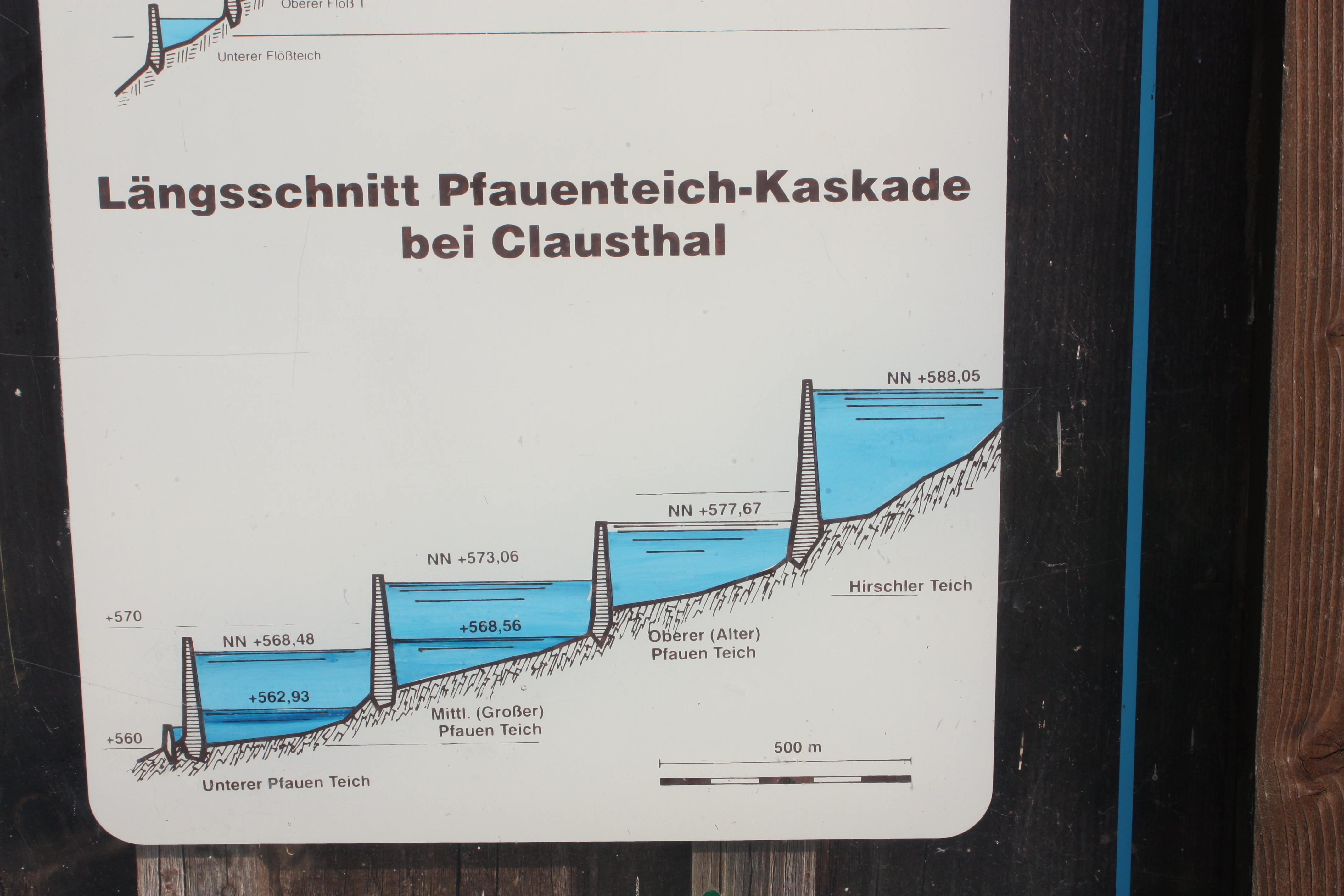
Infotafel Kaskaden Pfauenteiche

Der Mittlere Pfauenteich (auch Großer Pfauenteich) am Zellbach bei Clausthal-Zellerfeld im Oberharz (Niedersachsen) ist eine kleine Talsperre des Oberharzer Wasserregales und gehört zu den Oberharzer Teichen. Er ist – wie viele Anlagen des Oberharzer Wasserregals – Bestandteil einer Kaskade im oberen Zellbachtal. An tiefster Position befindet sich der Untere Pfauenteich, gefolgt vom Mittleren und Oberen Pfauenteich. Darüber befindet sich der wesentlich größere Hirschler Teich.

## Staudamm
Der mit einem Staudamm aus Boden mit einer Außendichtung aus Rasensoden gebaute Speicher (Stauinhalt 259.000 m³) wurde mindestens zweimal erhöht und im 18. Jahrhundert zur sogenannten „Neuen Bauform“ umgebaut. Er diente zur Wasserversorgung der Bergwerke in Clausthal, speziell auf dem Burgstätter Gangzug. Der Betreiber der ursprünglich vom Oberharzer Bergbau gebauten Stauanlage ist heute die Harzwasserwerke GmbH.
Auf der Dammkrone befinden sich zwei Striegelhäuschen. Die höher und weiter südlich gelegene Striegeleinrichtung bildete den sogenannten „oberen Fall“ und konnte früher der Staulamelle der obersten 4,5 m Wasser entnehmen, wohingegen das zweite Striegelhäuschen den Grundablass steuert (Grundstriegel). Über die Berme des Mittleren Pfauenteiches läuft der Elisabether Graben vom Oberen Haus Herzberger Teich heran, der praktisch die Verlängerung des Dammgrabens darstellt. Das Wasser des oberen Falls speist einen weiteren Graben, trifft auf den Elisabether Graben und führt dann um den Unteren Pfauenteich herum. An der Vereinigungsstelle befindet sich ein Fehlschlag, der überschüssiges Wasser in den Unteren Pfauenteich leitet. Im Gegensatz dazu wird das Wasser des Grundstriegels nur in den Unteren Pfauenteich eingespeist. Die Möglichkeit zur Wasserentnahme aus dem „Oberen Fall“ ermöglichte den Bergleuten, Wasser auf einem höheren Niveau dem Teich zu entnehmen und es auf entsprechend höherem Niveau weiterzuleiten, um es einem höher gelegenen Wasserrad zuführen zu können.
An einem Ende des Staudamms wurde nachträglich für eine Stangenkunst ein ca. 100 m langer Zwischendamm quer durch den Stausee gebaut, der ein kleines „Dreieck“ der Staufläche abtrennt. Ein Wasserrad befand sich am Fuße des Mittleren Pfauenteiches, das über ein Gerinne auf dessen Dammkrone mit dem Wasser des Jägersbleeker und Langer Teiches beaufschlagt wurde. Über das 310 m lange Kunstgestänge wurden die „Kräfte“, über den neuen Damm zur Grube Dorothea übertragen. Nachdem der oberhalb liegende Hirschler Teich mehr Wasser speichern konnte, wurde das Dorotheer Kehrrad direkt von dort mit Wasser versorgt und der Damm wurde nicht mehr benötigt. Bei diesem Umbau wurde das Kehrrad dicht an den Schacht in eine Untertägigen Radstube verlegt. Zur Entwässerung dieser Radstube wurde um 1750 die ca. 350 m lange Dorotheer Rösche aufgefahren.
Der Stauraum des Unteren Pfauenteiches grenzt unmittelbar an den luftseitigen Dammfuß des Mittleren Pfauenteiches an und staut den Damm mit ein. Zur vollständigen Entleerung des Mittleren Pfauenteiches ist es erforderlich, den unterhalb gelegenen Unteren Pfauenteich um etwa vier Meter abzusenken.

## Bauwerkshistorie
Der Damm muss nach 1714 zur Neuen Bauart umgebaut worden sein; er verfügt zwar über eine Außendichtung aus Rasensoden an der wasserseitigen Böschung, aber die beiden Entnahmeanlagen waren als Striegelanlage mit Striegelschacht konstruiert. Der Schlussstein der Gewölbebrücke über die Hochwasserentlastungsanlage (Ausflut) trägt die Jahreszahl „1881“, was auf das Jahr des grundlegenden Umbaus der Ausflut hinweist.
1935 wurde das Werk Tanne am Ostufer der Stauanlage errichtet. Dabei wurde auch eine Wasserentnahme in den Stauraum eingebaut und eine Abwasserleitung längs über den Damm verlegt. Am 7. Oktober 1944 erhielt der Staudamm zwei Bombentreffer, die aber keinen größeren Schaden anrichteten und schnell mit 300 m³ herangefahrenem Dammschüttmaterial repariert werden konnten.
1987 stellte der Betreiber Harzwasserwerke fest, dass der Striegelschacht des Oberen Falls, von dem früher der Elisabether Graben aus beschickt werden konnte, eingestürzt ist. Man entschloss sich dazu, den Hohlraum auszubetonieren. Seitdem steht das westliche Striegelhaus am linken Hang nur noch als innen hohle Attrappe. Als Grundablass steht ausschließlich der Untere Fall an der tiefsten Stelle zur Verfügung.
1993 stellte man auch bei geschlossenem Striegel einen hohen Wasseraustritt aus dem Grundablassrohr fest. Eine nähere Untersuchung ergab einen etwa 2–3 m³ großen Hohlraum in der Rasensodendichtung, der mittels Durchlässigkeiten zwischen Striegelschacht und dem ersten Gerennestoß geschaffen worden ist. Der Gerennestoß wurde eingedichtet; der Hohlraum durch Bergleute mit Ton verfüllt und der Schachtausbau soweit erforderlich saniert. Es ist dort weiterhin das historische Holzgerenne als Grundablassrohr in Betrieb.

## Umweltbelastung
Der Mittlere Pfauenteich war zusammen mit dem sich unterhalb anschließenden Unteren Pfauenteich mit über 16.000 m³ schädlicher Neutralisationsschlämme aus der Sprengstoffproduktion des Werks Tanne im Zweiten Weltkrieg belastet. Diese Schlämme sind in den Jahren 2011 und 2012 entfernt und entsorgt worden.

## Stauraum
Der Mittlere Pfauenteich wird als Hochwasserschutzteich gefahren. Das bedeutet, dass der Wasserspiegel immer auf etwa 1,0 Meter unter Überlaufniveau gesteuert wird. Nur im Laufe eines Hochwassers staut er höher ein und etwa einmal im Jahr kommt es auch zum Überlauf über die Hochwasserentlastungsanlage.
Es gibt eine seltene Teichbodenvegetation, die auf wechselnde Wasserstände angewiesen ist. Ein besonderer Betriebsplan zum Erhalt dieser Pflanzen wurde aber nicht erstellt, da es den Konflikt mit der Rüstungsaltlast gibt. Der Stauraum gilt als besonders fischreich, da aber die Rüstungsaltlastenproblematik noch nicht zu 100 % abgearbeitet ist, bleibt das Angeln im Mittleren Pfauenteich verboten.

## Bilder

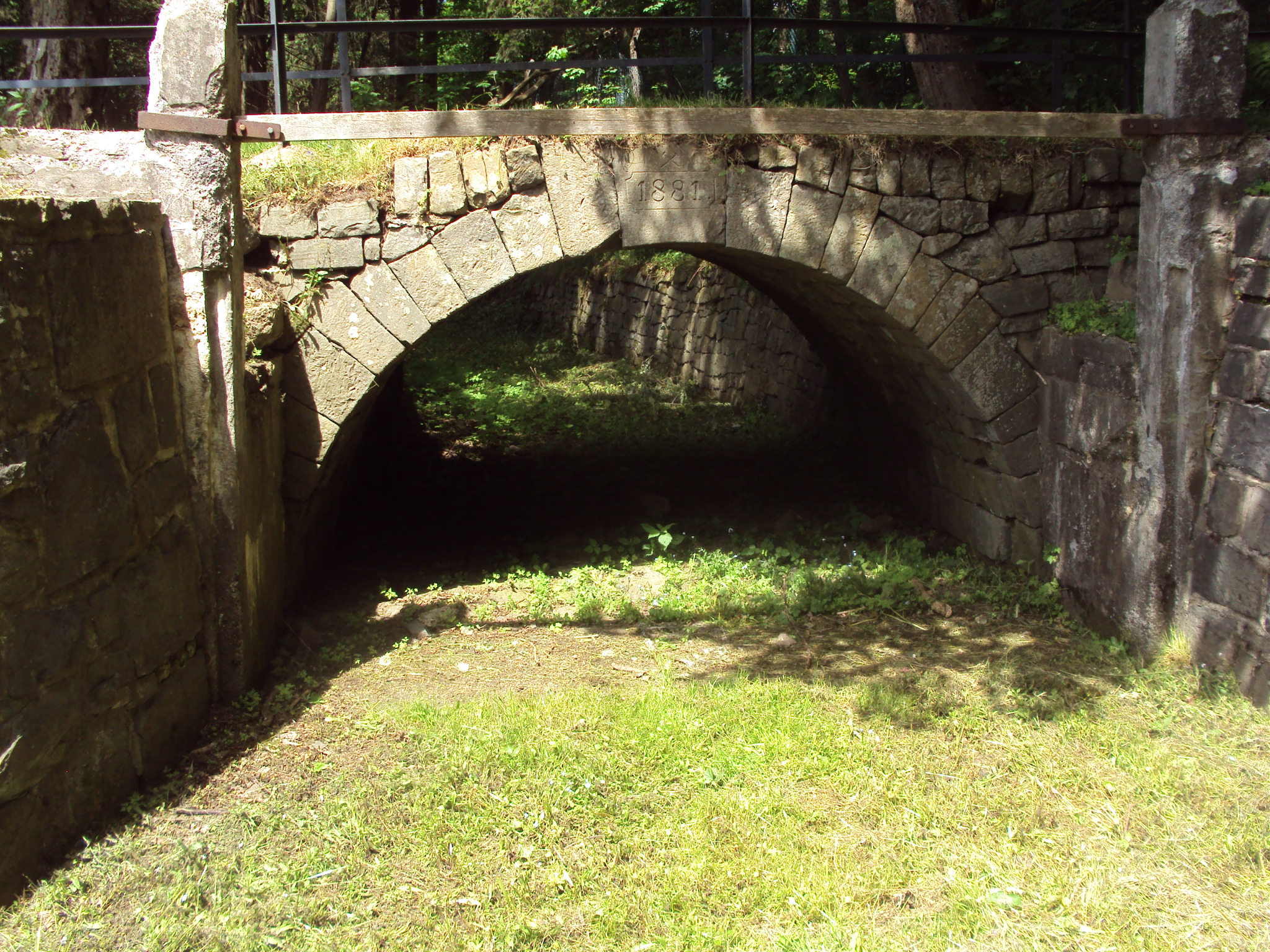
Gewölbebrücke von 1881 der Hochwasserentlastungsanlage
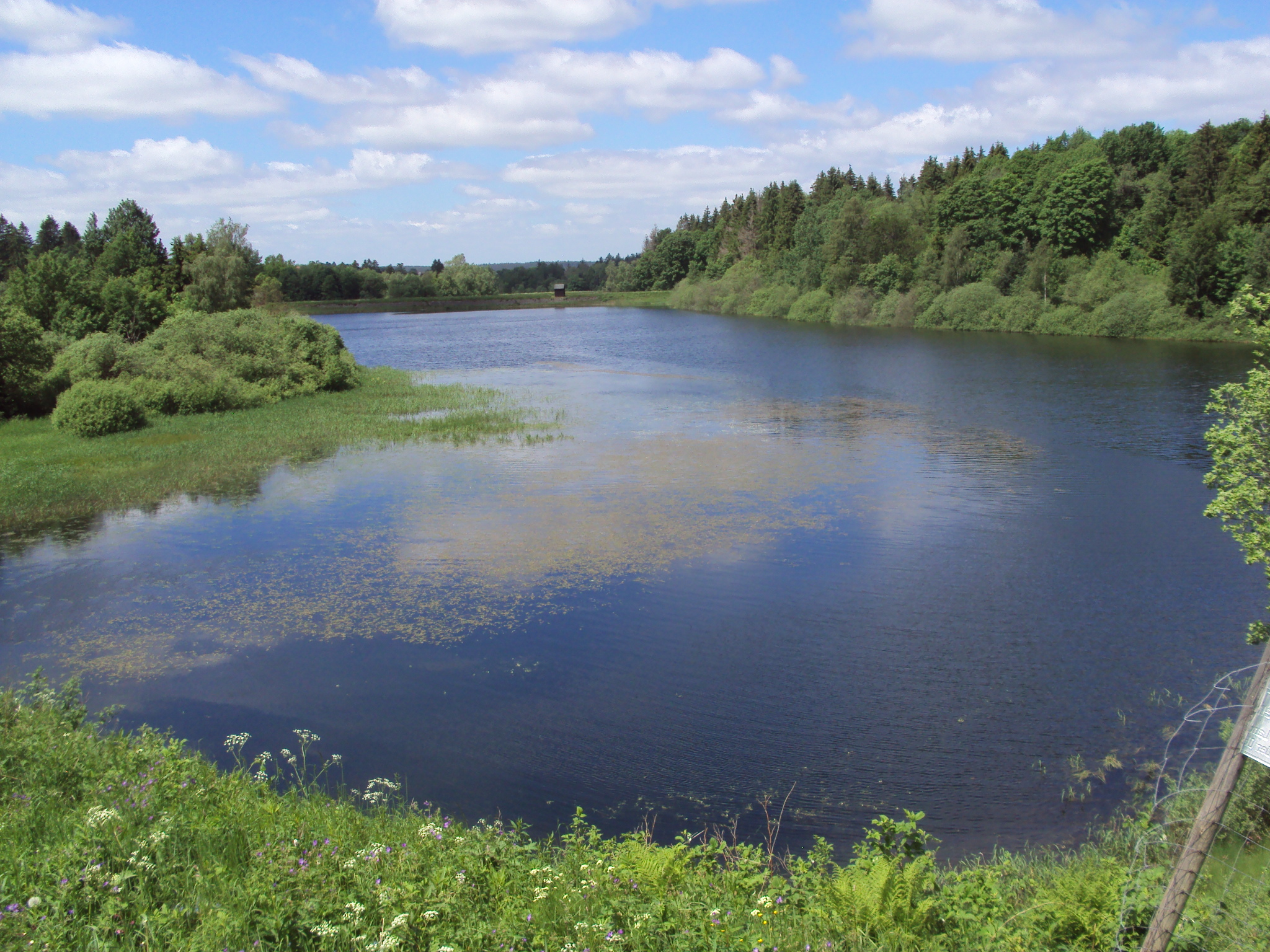
Blick vom Damm des Oberen Pfauenteiches auf Wasserfläche und Damm des Mittleren Pfauenteiches
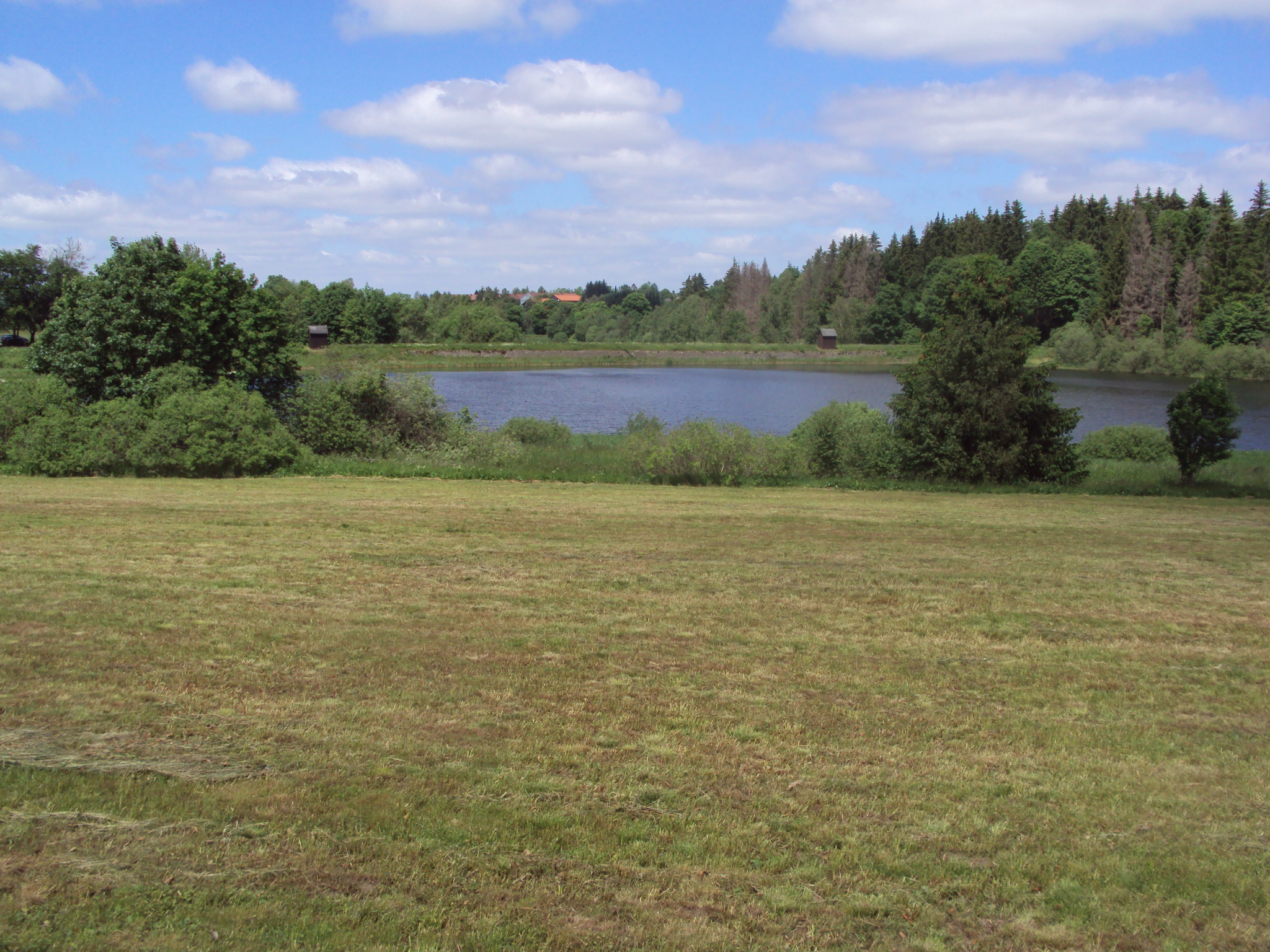
Wasserfläche und Damm aus westlicher Richtung gesehen
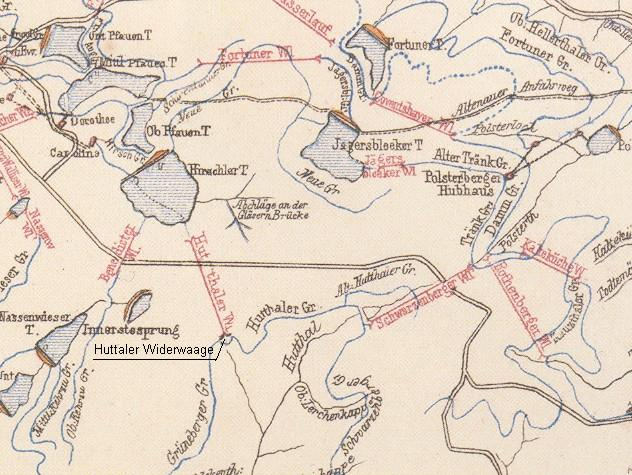
Der Mittlere Pfauenteich als Bestandteil der Pfauenteichkaskade (1868)